# Héctor Puebla
Héctor Puebla (La Ligua, 10 luglio 1955) è un ex calciatore cileno, di ruolo centrocampista.

## Carriera

### Club
Ha giocato dal 1977 al 1979 con il Lota Schwager e successivamente per diciassette stagioni con il Cobreloa.

### Nazionale
Con la Nazionale cilena ha giocato 35 partite prendendo parte alla Copa América 1987 e alla Copa América 1989.